# Récény
Récény (németül Ritzing, horvátul Ricinja) község Ausztriában, Burgenland tartományban, a Felsőpulyai járásban.

## Fekvése
Felsőpulyától 18 km-re északra, Brennbergbányától 1 km-re délnyugatra, a Soproni-hegység déli lábánál fekszik.

## Népessége
| Lakosok száma | 888  | 902  | 922  |
|               | 2016 | 2018 | 2023 |

## Nevének eredete
Neve a német Ritzo személynév -ing képzős származéka. Magyar neve a németből való.

## Története
1229-ben említik először. Egykori vaslelőhely, Lánzsér várához tartozott. 1424-től a Garai család birtoka, 1425-ben "Poss. Ryczyngh" alakban szerepel egy oklevélben. Római katolikus temploma román kori eredetű, a 15. században, majd 1640 és 1647 között átépítették.
Vályi András szerint " RICZING. Német falu Sopron Várm., földes Ura Hg. Eszterházy Uraság; lakosai katolikusok, fekszik Haratsonynak szomszédságában, Sopronhoz 1 6/8 mértföldnyire; hegyes határja 2 nyomásbéli, leginkább rozsot, búzát, árpát, zabot, ’s a’ pohánkát is megtermi; szőleje, réttye tsekély, erdeje elég vagyon."
Fényes Elek szerint " Riczing, német falu, Sopron vmegyében, Sopronhoz 1 1/2 mfd., dombon, 848 kath. paroch. templommal. Határa hegyes völgyes és sovány. Majorsági birtoka nem tudatik; a lakosság bir 791 hold szántóföldet, és 182 hold rétet. Van két patakja. Tulajdonos h. Eszterházy Pál."
1910-ben 1434, túlnyomórészt német lakosa volt. A trianoni békeszerződésig Sopron vármegye Soproni járásához tartozott.

## Nevezetességei
- Szent Jakab apostol tiszteletére szentelt római katolikus temploma 13. századi román kori eredetű, a 15. században gótikus, majd 1640 és 1647 között barokk stílusban építették át. A román kori részletek maradtak fenn a hajó északi falának kváder falazatában. Gótikus a szentély és a hajó egy része. A kősisakos négyzetes barokk torony és a főoltár 17. századi. Lőréses védőfallal körülvett ősi temető övezi. A templom előtt az udvaron 1705-ben készített kereszt áll Mária és Szent János apostol mellékalakjával.
- A falu felső részén álló Szent Rozália kápolna 1732-ben épült, oromzatán Madonna-szobor áll. Berendezése barokk.
- Az iskola mellett álló Mária-oszlop a 18. században épült, tetején Immaculata-szobor áll, mellékalakjai Szent Sebestyén és Szent Rókus.
- Ilona akna (Helenenschacht) ma Récény településrésze. A 19. század közepén nyitották, barnaszenet bányásztak. 1895 és 1902 között népiskola is működött itt. A Trianoni békeszerződést követően meghúzott államhatár 1922-ben elvágta Brennbergbányától. A bányát véglegesen 1952-ben hagyták fel.[3] Ma környéke szép és csendes erdővel borított táj távol a világ zajától. (Mióta Magyarország csatlakozott a schengeni övezethez, Brennbergbánya és Újhermes felől is elérhető kiépített műúton.)
- A récényi tófürdő egy fürdésre is alkalmas pihenőhely.

## Külső hivatkozások
- Hivatalos oldal Archiválva 2022. január 5-i dátummal a Wayback Machine-ben
- Récény az Osztrák Statisztikai Hivatal honlapján
- Magyar katolikus lexikon
- Récény temploma a magyar várak honlapján[halott link]
- A récényi önkéntes tűzoltóegylet honlapja
- Geomix.at